# Veľká Studená dolina
Veľká Studená dolina je údolí, jež se nachází na jižní straně Vysokých Tater. Protéká jí Velký Studený potok, který ve spojení s Malým Studeným potokem tekoucím Malou Studenou dolinou vytváří Vodopády Studeného potoka a Studený potok. Jedná se o údolí s největším počtem jezer v celých Tatrách. Nad jeho počátkem se nachází Zbojnická chata.

## Přehled ledovcovým jezer
- Vareškové pleso
- Dlhé pleso
- tři Sesterské plesá
- čtyři Zbojnícke plesá: Nižné Zbojnícke pleso, Prostredné Zbojnícke pleso, Vyšné Zbojnícke pleso, Malé Zbojnícke pleso
- Starolesnianské pleso
- Zbojnícke Ľadové pleso
- Pusté a Malé Pusté pleso
- Pusté oko
- Dlhé oko
- tři Sivé plesá
- tři Studené plesá: Nižné studené pleso, Prostredné studené pleso, Vyšné studené pleso
- dvě Vyšné strelecké plesá
- dvě Nižné strelecké plesá
- Zbojnícke oko
- Vareškové oko

## Turistika
V horním patře doliny u Sesterského plesa stojí celoročně otevřená Zbojnická chata (1960 m n. m.), která poskytuje ubytování a stravování. V dolní části doliny pod spojením s Malou Studenou dolinou stojí Rainerova chata (1310 m n. m.), určená pouze k prodeji občerstvení. 
Údolím prochází modře značená turistická trasa z osady Tatranská Lomnica, resp. osady Starý Smokovec přes sedlo Prielom (2288 m n. m.) do osady Lysá Poľana.
Celou Velkou Studenou dolinou vedou dva lyžařské sjezdy o délce 10 km a převýšení 1500 m. Jeden začíná na vrcholu Svišťový štít, podjíždí Zbojnickou chatu a míří přes Hrebienok do obce Starý Smokovec. Druhý startuje na sedle Malý Závrat, projíždí údolí zvané Generál šús, míjí Rainerovu chatu a vodopády Studeného potoka, aby skončil v obci Tatranská Lesná. Sněhová pokrývka v částech Velké studené doliny má vzhledem k profilu a zemské orientaci údolí značnou trvanlivost. Je známo, že po chladných zimách, vydržely sněhové a ledové vrstvy v zářezech na jižních úbočích doliny přes celé léto a podzim a tato lokalita bývala místem s celoroční sněhovou pokrývkou a relativně nižší teplotou. Se změnou klimatu je tento jev vzácný.  Od něj jsou nicméně odvozeny hlavní místní geografické názvy.